# Новопокровка (Дніпровський район)
Новопокровка (до 1859 — Шамшове) — селище в Україні, центр Новопокровської селищної громади Дніпровського району Дніпропетровської області. Населення — 1999 мешканців.

## Географічне розташування
Селище Новопокровка розташоване біля верхів'я річки Комишуватої Сури, вище за течією на відстані 3 км розташоване село Бутовичівка, нижче за течією на відстані 3,5 км розташоване село Безбородькове, на протилежному березі — села Павлівка та Перше Травня. На річці зроблена велика загата. По селищу протікає висихний струмок з загатами.
Селище знаходиться за 70 км на південний захід від районного центру і за 18 км від залізничної станції Рясна на лінії Апостолове — Нижньодніпровськ-Вузол. Через селище проходить автомобільна дорога Т 0420.

## Історико-географічна довідка
До 1783 року на території Новопокровки були поля та пасовища з зимівником, які займали запорізькі козаки.
В 1783 році генерал-майор Олександр Шамшов одержав від імператриці Катерини II 4 тисячі гектарів землі на якій нині розташована Новопокровка і почав її заселяти. З орловської губернії привіз десять російських сімей, яких виміняв на собак. Один берег річки Комишувата Сура був заселений росіянами, другий — українцями.
1848 року в селі збудовано й освячено на свято Покрови нову церкву, село отримало назву Покровка.
Станом на 1886 рік у колишньому власницькому селі, центрі Ново-Покровської волості Катеринославського повіту Катеринославської губернії, мешкало 979 осіб, налічувалось 178 дворових господарств, існувала православна церква, лавка, відбувалось 2 ярмарки на рік.
За переписом 1897 року кількість мешканців зросла до 1962 осіб (956 чоловічої статі та 1006 — жіночої), з яких 1932 — православної віри.
Навесні 1918 року, коли до села увійшли австро-німецькі війська, для боротьби з ними був організований повстанський загін з місцевих жителів і селян довколишніх сіл. У загоні налічувалося 400 чоловік. 20 травня 1918 окупанти, увірвавшись до села, зігнали всіх жителів на площу і змусили їх стати на коліна. За списком, складеним заздалегідь за допомогою зрадників, 58 бійців загону були розстріляні. Озвірілі карателі підпалили будинки селян і не дозволили гасити пожежу[джерело?].
У 1929 році в селі був створений колгосп «Інтернаціонал».
У 1946 році селище стало районним центром Ново-Покровського району, до його назви додали префікс Ново-, щоб не плутати з Покровським районом у східній частині області. А у 1963 році, коли було змінено статус, селище стало називатися просто Новопокровка.
У Новопокровці знаходилася за часів УРСР центральна садиба колгоспу ім. Карла Маркса, за яким було закріплено 8592 га сільськогосподарських угідь, у тому числі 7531 га орних земель. Господарство спеціалізувалося на виробництві свинини. Тут побудований свиновідгодівельний комплекс на 15 тис. голів.
За 1966—1976 роки в Новопокровці збудовано та упорядковано 78 житлових будинків, прокладено 7 км тротуарів, споруджений водопровід довжиною 27 км. На Комишуватій Сурі створена водойма площею 283 га.
За переписом 1989 року тут мешкало приблизно 2600 осіб.

## Опис
2 школи та гімназія з гуртожитком; декілька магазинів, пошта, клуб, автостанція, лікарня широкого профілю.
У селищі є середня і дві восьмирічні школи, у яких 83 вчителі навчають 968 учнів. Директору середньої школи В. М. Сиволоб присвоєно звання заслуженого вчителя УРСР. Працюють філія музичної школи, будинок піонерів, клуб із залом для глядачів на 250 місць. Драматичному колективу клубу присвоєно звання самодіяльного народного театру. Є бібліотека з книжковим фондом 50,5 тис. тонів. У Новопокровці функціонують лікарня на 150 ліжок, аптека, в яких трудяться 14 лікарів, 66 людей з середньою медичною освітою. Відкрито дитячий садок на 115 місць. Є 12 магазинів, їдальня, будинок побуту, поштове відділення.
На честь воїнів, загиблих в роки громадянської війни, в селищі встановлено обеліск. Споруджений пам'ятник на братській могилі радянських воїнів, полеглих смертю при вигнанні німецько-нацистських загарбників з Новопокровки.

## Населення

### Мова
Розподіл населення за рідною мовою за даними перепису 2001 року:
| Мова            | Кількість | Відсоток |
| --------------- | --------- | -------- |
| українська      | 2021      | 93.09%   |
| російська       | 135       | 6.21%    |
| білоруська      | 6         | 0.28%    |
| румунська       | 3         | 0.14%    |
| вірменська      | 3         | 0.14%    |
| інші/не вказали | 3         | 0.14%    |
| Усього          | 2171      | 100%     |

## Видатні уродженці
- Захаров Дмитро Андрійович (1994—2016) — матрос Збройних сил України, учасник російсько-української війни.
- Татаренко Євдокія Борисівна — українська радянська діячка, Герой Соціалістичної Праці.